# Saint-Martin-la-Patrouille
Saint-Martin-la-Patrouille är en kommun i departementet Saône-et-Loire i regionen Bourgogne-Franche-Comté i östra Frankrike. Kommunen ligger i kantonen La Guiche som tillhör arrondissementet Charolles. År 2022 hade Saint-Martin-la-Patrouille 65 invånare.

## Befolkningsutveckling
Antalet invånare i kommunen Saint-Martin-la-Patrouille
| Referens: INSEE |